# 우기홍
우기홍(1973년 1월 9일 ~ )은 대한민국의 배우이다. 대학에서 경제학을 전공하고 대기업에서 재무 담당으로 근무하던 중, 고등학교 때부터 해오던 밴드 활동을 계속하고 싶어 퇴사했으나 IMF로 음악계가 어려워지면서 그 꿈은 수포로 돌아갔다. 그 무렵 연극 연출가 이동주의 소개로 연기 수업을 받게 되었고, 1999년 정윤철 감독의 단편 영화 《동면》에 출연하면서 스물 여섯의 나이에 배우로 데뷔하였다.
2002년부터 영화 《중독》을 시작으로, 《장화, 홍련》, 《댄서의 순정》, 《말아톤》, 《연애의 목적》 등에 조연이나 단역으로 출연하였다. 2012년 김기덕 감독의 《피에타》에 훈철 역으로 출연하였고, 이 역으로 그해 대종상 신인남우상 후보에 올랐다.

## 출연 작품

### 영화
- 동면 (1999년)
- 무사도 (2000년) - 도전무사 역
- 사이에 두고 (2002년) - 우는남자 역
- 중독 (2002년) - 인턴의 역
- 장화, 홍련 (2003년) - 선규 역
- 아! 이 맑고 따사로운 햇빛 (2003년) - 병주 역
- 내 여자친구를 소개합니다 (2004년) - 한국조폭 두목 역
- 말아톤 (2005년) - 잡지 기자 역
- 댄서의 순정 (2005년) - 유선교 역
- 연애의 목적 (2005년) - 연호친구2 역
- 연애 (2005년) - 껄떡남 목소리 역
- 타데오 신부님 (2006년) - 타데오 신부님 역
- 방문자 (2006년) - 택시기사 역
- 좋지 아니한가 (2007년) - 영준 역
- 브라보 마이 라이프 (2007년) - 총무부 직원 역
- 슈퍼맨이었던 사나이 (2008년) - 하 순경 역
- 나의 친구, 그의 아내 (2008년) - 딜러A 역
- 피에타 (2012년) - 훈철 역
- 그랜드파더 (2016년) - 석종도 역
- 미씽: 사라진 여자 (2016년) - 변호사 2 역
- 컴, 투게더 (2017년) - 새로운 소장 역
- 대립군 (2017년) - 국경인 역

## 수상 및 후보
| 연도 | 시상식        | 부문       | 작품   | 결과 |
| ---- | ------------- | ---------- | ------ | ---- |
| 2012 | 제49회 대종상 | 신인남우상 | 피에타 | 후보 |